# Степанівка (Одеський район)
Степа́нівка — село Визирської сільської громади в Одеському районі Одеської області. Населення становить 38 осіб.

## Населення
Згідно з переписом УРСР 1989 року чисельність наявного населення села становила 54 особи, з яких 28 чоловіків та 26 жінок.
За переписом населення України 2001 року в селі мешкало 38 осіб.

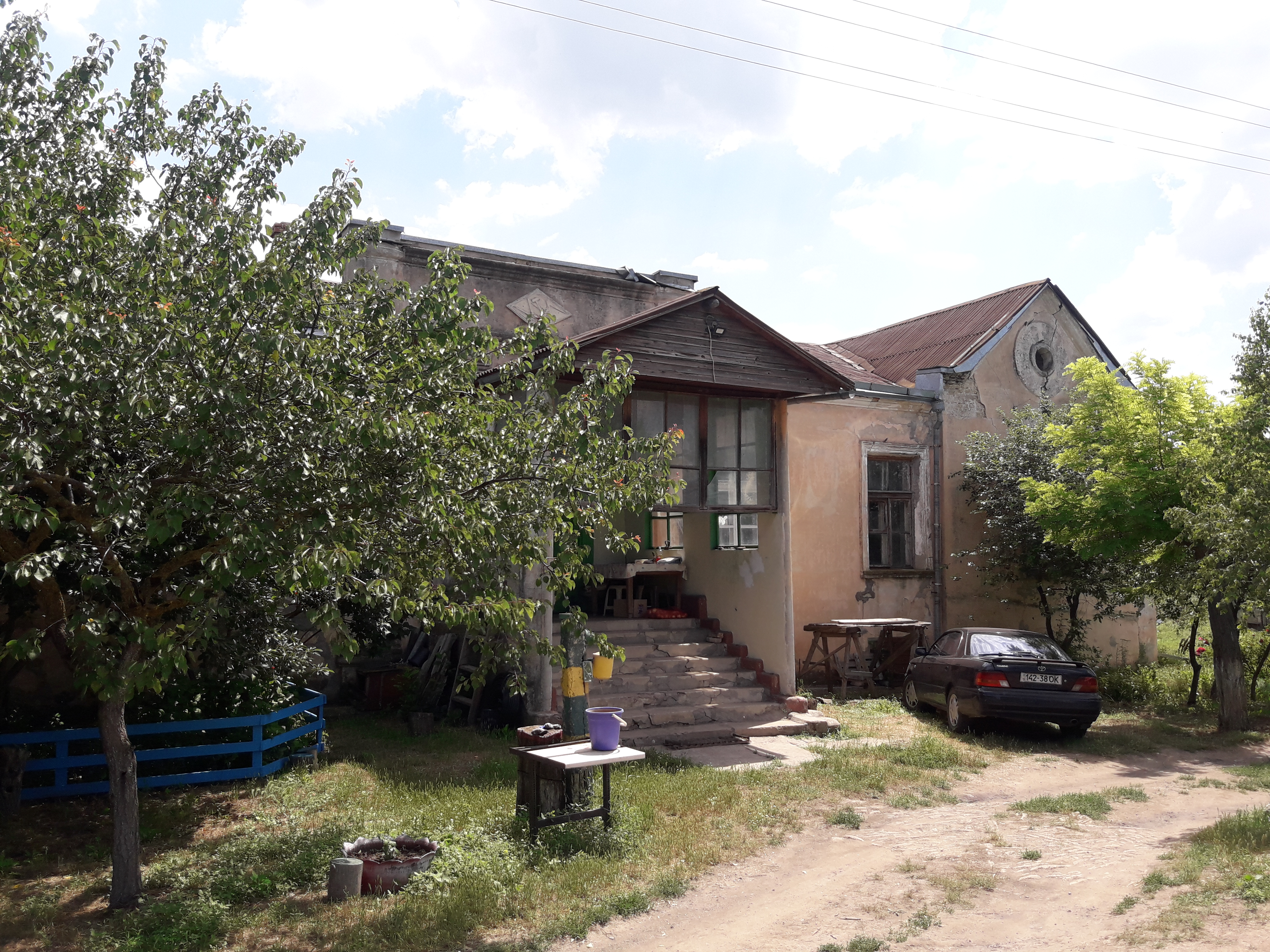
Садиба Кузнецових - визначна пам'ятка села

### Мова
Розподіл населення за рідною мовою за даними перепису 2001 року:
| Мова       | Відсоток |
| ---------- | -------- |
| українська | 94,74 %  |
| російська  | 5,26 %   |

## Уродженці
- Кузнецов Микола Дмитрович (художник)